# 中华人民共和国城市维护建设税法
《中华人民共和国城市维护建设税法》是一部中华人民共和国法律，该法律于2020年8月11日在第十三届全国人民代表大会常务委员会通过，并于2021年9月1日起施行。

## 立法缘由
《中华人民共和国城市维护建设税法》的第一条是“在中华人民共和国境内缴纳增值税、消费税的单位和个人，为城市维护建设税的纳税人，应当依照本法规定缴纳城市维护建设税。”

## 实施
《中华人民共和国城市维护建设税法》的最后一条是“本法自2021年9月1日起施行。1985年2月8日国务院发布的《中华人民共和国城市维护建设税暂行条例》同时废止。”